# Bianchi Tipo B
Der Bianchi Tipo B ist ein Pkw-Modell. Hersteller war Bianchi aus Italien.

## Beschreibung
Das Modell erschien 1914. Es ähnelte dem Militärmodell Bianchi Tipo M der gleichen Zeit, hatte aber zunächst einen kleineren Motor. Es war ein Vierzylinder-Monoblockmotor mit 90 mm Bohrung, 130 mm Hub und 3308 cm³ Hubraum. Ab 1916 ist im Tipo B 2 als 30/35 HP der gleiche Motor wie im Tipo M mit 95 mm Bohrung, 130 mm Hub und 3686 cm³ Hubraum überliefert. In einem englischsprachigen Katalog von 1919 bis 1920 wird noch ein Tipo B 3 mit diesem Motor genannt.
Drei verschiedene Versionen sind bekannt. Der Sport hatte ein Fahrgestell mit 290 cm Radstand und 140 cm Spurweite. Der Normale war 20 cm länger. Der Coloniale für den Export in Gebiete mit schlechteren Straßen hatte demgegenüber 5 cm mehr Spurweite. Als Fahrgestellgewicht sind 800 kg, 950 kg und 975 kg angegeben.
In Großbritannien wurden 1914 und 1915 Fahrzeuge mit den erstgenannten Zylinderabmessungen als 20,1 HP angeboten, 1916 als 18/30 HP und 1916 sowie 1917 als 20/30 HP, die mit 20,1 RAC Horsepower eingestuft waren. Für 1920 wurde dort die Ausführung mit dem größeren Motor als 20/30 HP und einer Einstufung mit 22,4 RAC Horsepower angeboten. 20/30 HP und 30/35 HP waren dagegen andere Modelle, die mit Motoren anderer Größe von spätestens 1908 bis 1912 bzw. nur 1913 in Großbritannien angeboten wurden.